# 243 (číslo)
Dvě stě čtyřicet tři je přirozené číslo, které následuje po čísle dvě stě čtyřicet dva a předchází číslu dvě stě čtyřicet čtyři. Římskými číslicemi se zapisuje CCXLIII a řeckými číslicemi σμγ.

## Matematika
243 je:
- Deficientní číslo
- Nešťastné číslo
- Nepříznivé číslo
- Součet pěti po sobě jdoucích prvočísel (41 + 43 + 47 + 53 + 59)

## Chemie
- 243 je nukleonové číslo nejstabilnějšího izotopu americia[1]

## Astronomie
- (243) Ida je binární planetka hlavního pásu, kterou objevil v roce 1884 Johann Palisa

## Doprava
- Silnice II/243 je česká silnice II. třídy vedoucí na trase Praha-Ďáblice – Líbeznice[2]

## Ostatní
- +243 je mezinárodní telefonní předvolba Konžské demokratické republiky

## Roky
- 243
- 243 př. n. l.